# Dschadullah Azzuz at-Talhi
Dschadullah Azzuz at-Talhi (جاد الله عزوز الطلحي, DMG Ǧādullāh ʿAzzūz aṭ-Ṭalḥī; * 1939; † 15. Juni 2024 in Bengasi, Libyen) war Premierminister von Libyen.
at-Talhi, Vorsitzender des Allgemeinen Volkskomitees, war vom 1. März 1979 bis zum 16. Februar 1984 und in einer zweiten Amtszeit vom 3. März 1986 bis zum 1. März 1987 Generalsekretär des Allgemeinen Volkskomitees in Libyen und somit Libyens Premierminister. In der Zeit von 1987 bis 1990 war er als Außenminister des Landes tätig.